# Ђовани (ТВ филм)
„Ђовани” је југословенски ТВ филм из 1976. године. Режирао га је Ванча Кљаковић а сценарио је написао Живко Јеличић. Радња филма одвија се у Сплиту за време окупације у Другом светском рату. Протагонист шјор Пјеро, којег тумачи Милан Срдоч, је старац који је одушевљен италијанским војником, којег глуми Ратко Главина, све док не схвати да се војник вратио крвавих руку из једне војне акције.

## Улоге
| Глумац         | Улога                     |
| -------------- | ------------------------- |
| Милан Срдоч    | Шјор Пјеро                |
| Шпиро Губерина | Пепур                     |
| Ратко Главина  | Ђовани                    |
| Дара Вукић     | Марија, Пјерова супруга   |
| Звонко Лепетић | Грго                      |
| Петар Јеласка  | Гргов компањон            |
| Катја Цвитић   | Шјора Марјета             |
| Југослав Налис | Барба који тражи Ђованија |
| Марина Немет   | Тина                      |
| Перо Врца      | Крчмар                    |